# Modest Petrovič Musorgskij
Modest Petrovič Musorgskij (in russo Моде́ст Петро́вич Му́соргский?, AFI: [mɐˈdɛst pʲɪˈtrovʲɪtɕ ˈmusərkskʲɪj]; traslitterato anche Mussorgsky; Karevo, 21 marzo 1839 – San Pietroburgo, 28 marzo 1881) è stato un compositore russo.
Musicista del periodo romantico, ha fatto parte del cosiddetto Gruppo dei Cinque, compositori che alla loro musica conferirono un'impronta nazionale, intesa come riscoperta e valorizzazione delle musiche russe tradizionali.
Personaggio tormentato, affetto da disturbi nervosi e depressione, è ricordato per il poema sinfonico Una notte sul Monte Calvo (1867, poi rivisto più volte fino alla morte del compositore), la suite per pianoforte Quadri di un'esposizione (1874, ispirata da un'esposizione del pittore Viktor Aleksandrovič Hartmann; pubblicata postuma), il ciclo di canzoni Canti e danze della morte (1875-1877, dalle poesie del conte Goleniščev-Kutuzov) e l'opera Boris Godunov (1868-1869, da un dramma di Puškin), considerata il suo capolavoro.

## Biografia

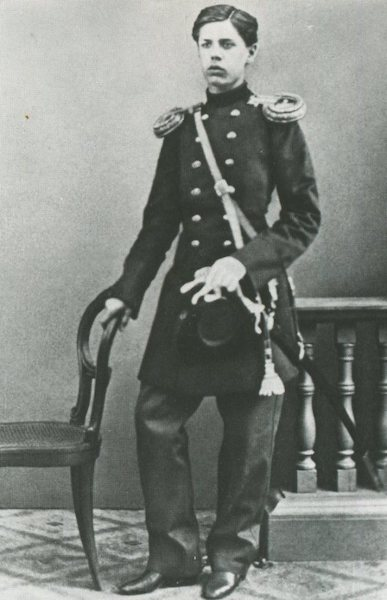
Musorgskij nel 1856

Musorgskij nacque a Karevo, nella regione di Pskov, 400 km a sud di San Pietroburgo nella Russia europea, nel 1839. Figlio di un ricco proprietario terriero, passò l'infanzia a diretto contatto con la natura, in campagna, frequentando l'ambiente contadino; le prime conoscenze musicali le ebbe dalla nutrice, una semplice popolana che gli cantava antiche leggende e fiabe russe, tanto che il piccolo Modest volle provare a suonare quanto aveva più volte ascoltato. I genitori, amanti della musica, lo incoraggiarono, e la madre gli impartì le prime nozioni di pianoforte; d'altro canto le lezioni di musica, per la famiglia, erano considerate un complemento della buona educazione. La predisposizione di Modest era notevole, per cui la famiglia lo affidò a un'insegnante tedesca per una più completa educazione musicale.
A dieci anni il giovane Musorgskij fu mandato con il fratello Filaret a San Pietroburgo alla scuola media dei Santi Pietro e Paolo; qui studiò pianoforte con Anton Herke, valente pianista tedesco che lo rese pienamente padrone della tecnica dello strumento. Nel 1852 fu avviato alla carriera militare e fu iscritto alla Scuola per cadetti della Guardia Imperiale; dimostrò un grande interesse per la filosofia, la storia e la letteratura straniera continuando sempre lo studio con Herke. In questo stesso anno il padre, a proprie spese, fece pubblicare la prima composizione di Modest, Porte-Enseigne Polka, un brano per pianoforte dedicato agli amici della scuola militare. A sedici anni, nel 1855, ottenne la qualifica di luogotenente del Reggimento della Guardia Preobrazenskij e, come tale, fu mandato come ufficiale di servizio presso l'ospedale militare. Durante questo incarico conobbe un medico destinato a diventare celebre come chimico e musicista: Aleksandr Borodin. I due giovani, accomunati dagli stessi interessi, si frequentarono spesso e parteciparono a salotti mondani dove Musorgskij suonava al pianoforte brani da opere di Verdi e di altri autori.
Nel 1856 iniziò ad avvicinarsi all'ambiente musicale da ufficiale, e fra l'estate e l'autunno del 1857 conobbe il compositore  Dargomyžskij; quest'ultimo gli consentì di venire a contatto con il gruppo di musicisti che intorno al 1860 formarono il noto gruppo dei Cinque o Scuola Nazionale di Pietroburgo (in netta opposizione con la tendenza occidentalizzante di Mosca, rappresentata da Pëtr Il'ič Čajkovskij) che, con la sua partecipazione, si impegnò a cambiare le caratteristiche della musica composta in Russia. Gli altri musicisti membri del Gruppo furono Cezar' Kjui, Aleksandr Borodin, Milij Balakirev e Nikolaj Rimskij-Korsakov. Attratto dall'ambiente intellettuale e dalla forte personalità di Balakirev, Modest si rese conto di aver necessità di una guida autorevole in campo musicale e anche di trovare un amico e consigliere; verso la fine dell'anno chiese a Balakirev di dargli lezioni di composizione.
Sotto la sua guida autorevole Musorgskij decise di diventare musicista. Si recò per la prima volta a Mosca e rimase affascinato dall'aspetto profondamente russo della città, dai palazzi e dalla gente che gli ispirarono un senso di grande genuinità e originalità slava che si rifletteranno in alcune sue opere successive come Boris Godunov e Chovanščina; trasferitosi a Mosca abbandonò nel 1860 la carriera militare. Le cose però non si svolsero secondo le sue aspettative; infatti, l'anno successivo, lo zar Alessandro II attuò una riforma terriera che abolì la servitù della gleba; la famiglia Musorgskij vide assottigliarsi notevolmente le rendite dei possedimenti e Modest fu costretto ad abbandonare la vita in città, troppo dispendiosa, per ritirarsi in campagna a Karevo. Cercò in un primo tempo di venire a capo degli ingarbugliati problemi finanziari e giudiziari della famiglia, minati anche dalla cattiva amministrazione del fratello Filaret. Le preoccupazioni e i disagi della nuova situazione contribuirono ad aggravare la tendenza alla depressione del musicista che, per questi motivi, si dedicò molto poco alla composizione. Questo passaggio fu comunque fondamentale per lo sviluppo della sua creatività musicale: il contatto più diretto con la gente, con i canti e le danze popolari della sua terra, segnò in maniera indelebile la sua produzione.
Nel dicembre 1863, per far fronte alla maggiore ristrettezza economica, accettò un impiego presso l'ufficio governativo del Genio Civile dove era addetto al semplice disbrigo di pratiche burocratiche. In questo periodo si dedicò soprattutto alla composizione di liriche vocali, tra cui Soffiano i venti, Kalistratuška e La reietta. Queste composizioni non avevano nulla di mondano, ma erano schizzi che delineavano in poche note un personaggio o una situazione cogliendone realisticamente i caratteri. La censura zarista reagì male alla lirica Il seminarista, troppo provocatoria, e ne proibì la stampa e la vendita.
Dopo la morte della madre, con la quale aveva avuto un rapporto molto intenso, cominciò ad aumentare il consumo di alcol a cui era dedito fin dagli anni giovanili. Dal 1867 si dedicò assiduamente ai suoi lavori musicali di compositore scrivendo la pagina sinfonica Una notte sul Monte Calvo. La massima aspirazione di Musorgskij era però comporre una grande opera lirica; si impegnò con entusiasmo a musicare un lavoro teatrale di Gogol', Il matrimonio, ma non andò oltre al primo atto. Venuto a conoscenza del dramma di Puškin Boris Godunov, abbandonò l'opera che stava scrivendo per dedicarsi a questa nuova composizione. La stesura del Boris impegnò profondamente il musicista che finì per isolarsi; gli amici a poco a poco lo lasciarono alle sue aspirazioni non comprendendo più il suo modo di vivere e la caparbietà con cui perseguiva il suo particolare cammino artistico.

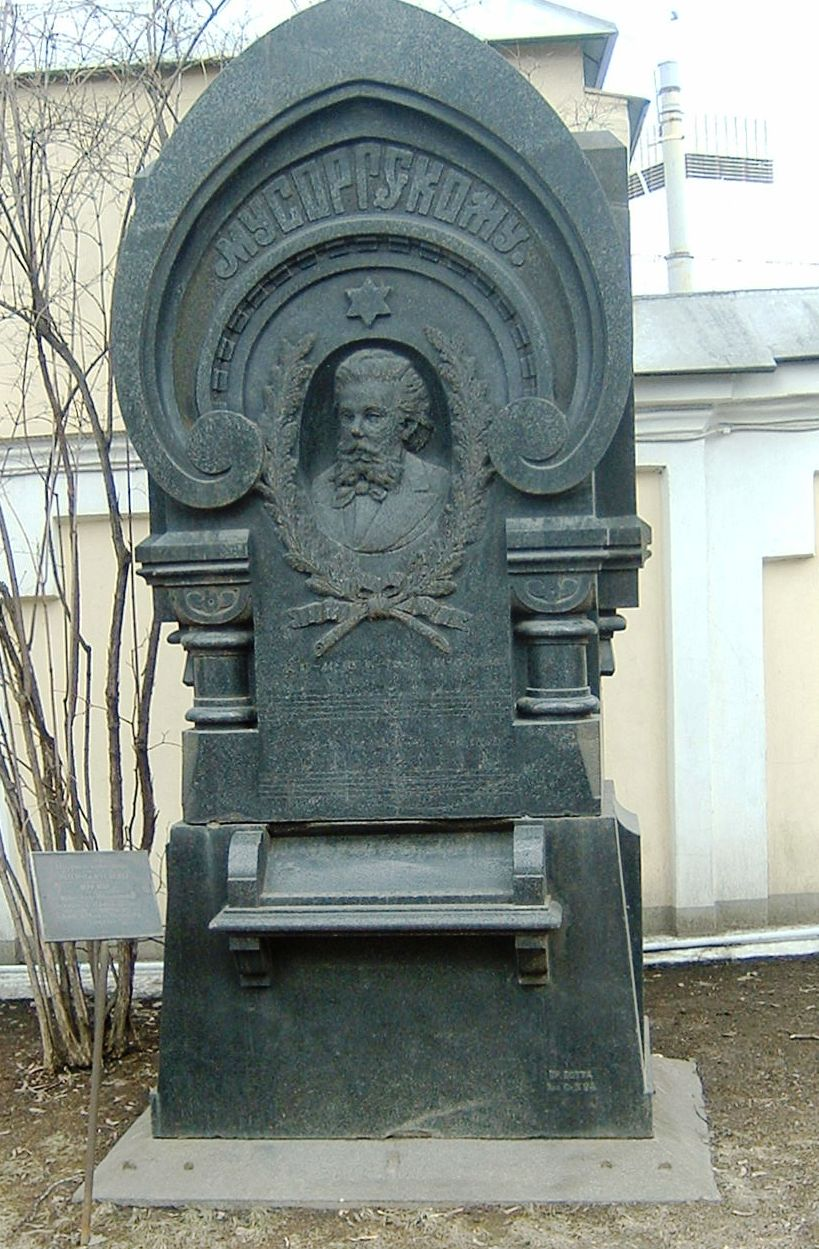
La tomba di Musorgskij nel cimitero Tichvin

Musorgskij realizzò due versioni dell'opera e contemporaneamente scrisse il ciclo di canzoni La stanza dei bambini. Nel 1872 il musicista si accinse alla stesura di un'altra opera, Chovanščina, che lo terrà impegnato fino alla morte ma che non riuscirà a terminare; Rimskij-Korsakov ne curò un rifacimento completandola nel 1883. Nel 1874 si legò di sincera amicizia con il poeta Kutuzov e per circa due anni lavorò e collaborò assiduamente con lui realizzando le raccolta di liriche Senza sole e i Canti e danze della morte. Quando Kutuzov si sposò, Musorgskij si trovò nuovamente solo; in preda a turbe nervose cercò ancora una volta un conforto nell'alcol. La sua situazione lavorativa era diventata sempre più precaria e un amico influente gli trovò un incarico temporaneo presso il Controllo di Stato.
Nel 1879 accettò di diventare pianista accompagnatore di una famosa cantante, Dar'ja Leonova, per una tournée di concerti in Ucraina e Crimea; l'incarico, modesto per un compositore, gli permise comunque di far conoscere i propri lavori a un pubblico più vasto. Nel 1880 perdette però l'incarico presso il Controllo di Stato e la sua situazione economica si aggravò notevolmente; alcuni tra i pochi amici rimasti, coloro che lo ammiravano come musicista, lo sovvenzionarono per permettergli di continuare a scrivere. Rimskij-Korsakov lo incontrò e lo trovò in condizioni fisiche precarie; lo aiutò nonostante avesse repulsione per il suo comportamento e per le opinioni che non condivideva. A febbraio 1881 ottenne un ultimo ragguardevole successo a un concerto dove Rimskij diresse La distruzione di Sennacherib.
Un ulteriore e rapido degrado fisico fece sì che un amico medico, con un espediente burocratico, riuscisse a ottenere il ricovero nell'ospedale militare Nikolaevskij di San Pietroburgo; durante questa degenza il pittore Il'ja Repin, presentatogli da un comune amico, dipinse l'unico ritratto esistente del musicista. Poco tempo dopo il musicista spirò alle cinque del mattino del 28 marzo 1881. La sua tomba si trova nel cimitero Tichvin del monastero di Aleksandr Nevskij a San Pietroburgo.

## La musica, le innovazioni, la critica

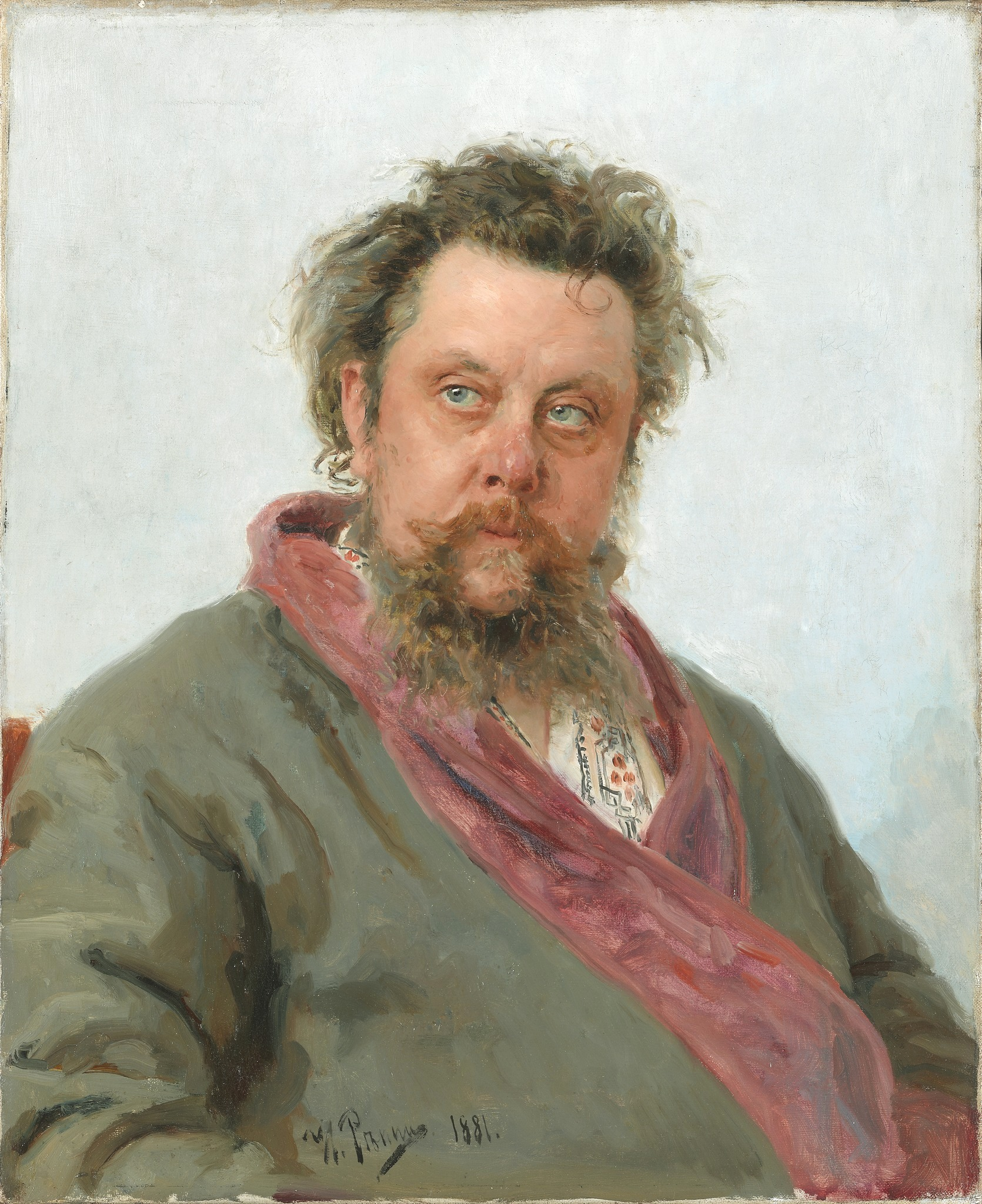
Il musicista effigiato in un dipinto di Repin

«Poco conosciuto in Francia, possiamo scusarci dicendo che non lo è molto di più in Russia. Nato a Karevo nel 1839 morì nel 1881 [...] Appare chiaro che dalle due date non ebbe tempo da perdere per avere del genio; non ne perdette e lascerà nel ricordo di quanti lo amano, o l'ameranno, tracce indelebili. Nessuno ha parlato alla parte migliore del nostro intimo con un accento più tenero e profondo; egli è unico e tale resterà con la sua arte libera da convenzioni e da aridi schemi».
Claude Debussy, con grande acume e consapevolezza, parlava così di Modest Musorgskij nel 1901. Il compositore francese aveva avuto modo di leggere già nel 1892 il Boris Godunov in versione pianistica e successivamente aveva analizzato l'opera nell'edizione revisionata da Rimskij-Korsakov e poi nella versione originale; egli amava anche molto le canzoni de La stanza dei bambini con le sue semplici e realistiche storie. Debussy aveva compreso che gli aspetti timbrico-armonici e le innovazioni sul piano ritmico, nei fraseggi vocali e strumentali dell'autore russo erano in anticipo sul suo tempo e che gli elementi modali, ritmici e melodici dei materiali etnici russi si ripresentavano in tutta la loro genuinità nelle versioni originali delle sue opere.
Il significato della produzione di Musorgskij va infatti molto al di là di quello degli altri membri del Gruppo dei Cinque, mirando ad esiti ben più radicali e rivoluzionari di quelli ricercati dai colleghi nell'aspirazione a una musica autenticamente nazionale, libera dagli influssi accademici. Agli inizi degli anni 70 il Gruppo si era di fatto già dissolto quando Musorgskij scrisse le sue opere maggiori. Musorgskij aveva colto le innovazioni proposte dal Gruppo con rapidità e intelligenza; aveva compreso che lasciando da parte ogni forma convenzionale dell'opera lirica e ritrovando l'autentica musica russa nelle parole stesse del suo linguaggio, poteva nascere qualcosa di realmente nuovo. La sua musica non fu apprezzata dalla critica ufficiale a lui contemporanea ed egli era spesso contestato dall'ambiente musicale del tempo; persino Balakirev, che egli considerava maestro e mentore, lo riteneva ben poco come uomo e, come musicista, dal punto di vista dell'orchestrazione, carente e immaturo. Rimskij-Korsakov, che pure gli era amico, lo considerava troppo rozzo nell'orchestrazione e lacunoso nella tecnica di base. Cezar' Kjui recensì in modo astioso e con cattiveria il Boris. Proprio il capolavoro di Musorgskij fu anche inizialmente respinto dalla censura, benché rappresenti con estremo coraggio la vera realizzazione di quei principi che i Cinque tentarono di definire; il popolo oppresso e sfruttato diventa, più ancora che nel dramma di Puškin, reale protagonista e giudice, pur in costante rapporto di vittima degli intrighi e delle lotte dei potenti.
Anche Čajkovskij, mentre da un lato riconosceva la superiorità del talento di Musorgskij sugli altri membri del gruppo, lo riteneva tuttavia grossolano, rozzo, di mentalità ristretta, consapevole della propria ignoranza e al tempo stesso della propria infallibiltà.
Rimskij-Korsakov propose, dopo la morte dell'autore, una propria revisione e nuova strumentazione del Boris, pur intuendo che esso sfuggiva alle convenzioni, allora dominanti anche in Russia, del grand opéra; si occupò anche di riorchestrare Una notte sul Monte Calvo eliminando le strutture armoniche originali e terminò l'ultima opera Chovanščina, accorciandola e modificando sostanzialmente l'armonia. Nel 1925 il governo sovietico acconsentì alla richiesta di ripristinare la versione originale del Boris di Musorgskij e incaricò Paul Lamm di curare un'edizione filologica dell'opera omnia. Il Boris originale - nelle due versioni del 1869 e del 1872 - fu un'autentica rivelazione: quelle che in precedenza erano state considerate inesattezze o addirittura errori si rivelarono come geniali anticipazioni di conquiste molto recenti, comprese quelle parti che Rimskij-Korsakov aveva ritenute rozze e armonicamente incoerenti e che aveva addolcite e ovattate. Da allora la versione più eseguita risulta quella rivista da Lamm, ma anche quella di Rimskij-Korsakov figura ancora nel repertorio dei teatri lirici. Anche Dmitrij Šostakovič ha realizzato una propria versione sia del Boris, sia di Chovanščina, l'altra grande opera lirica di Musorgskij, mai terminata.

## Composizioni
- Porte-enseigne Polka, 1852
- La distruzione di Sennacherib, 1867
- Una notte sul Monte Calvo, 1872
- Boris Godunov, 1874
- Quadri di un'esposizione, 1874
- Chovanščina, 1872-1880
- La fiera di Soročincy, 1874-1880
- La stanza dei bambini, 1868-1872
- Senza sole, 1874
- Canti e danze della morte, 1875-1877
- Canzone della pulce, 1879